# Heinrich Bär

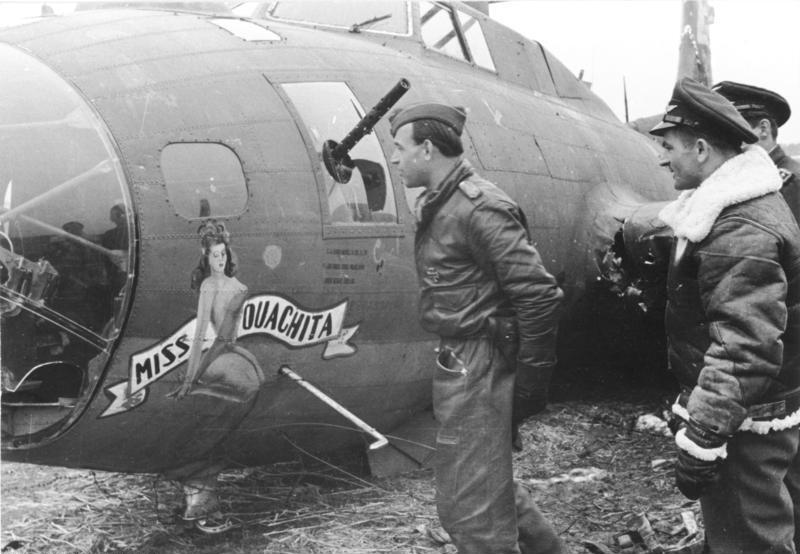
Heinrich Bär (midden in beeld) voor een neergeschoten Amerikaanse bommenwerper (B-17 Flying Fortress) in de buurt van de Nederlandse grens (1944).

Oskar-Heinrich (ook: "Heinz") Bär (Sommerfeld (Leipzig), 25 mei 1913 – bij Braunschweig-Waggum, 28 april 1957) was een Duits gevechtspiloot. Tijdens de Tweede Wereldoorlog vocht hij aan Duitse zijde. Na de oorlog testte hij straaljagers voor de Amerikaanse luchtmacht.
Heinz Bär meldde zich in 1940 bij de Luftwaffe. Na een vliegopleiding en training kwam hij in augustus 1941 voor het eerst in actie toen hij boven Rusland verkenningsvluchten moest maken. Bär vloog boven Rusland in een Messerschmitt Bf 109. Met dit toestel boekte hij zeker 87 overwinningen. In november 1943 werd hij overgeplaatst naar het West-Europese luchtruim om daar tegen de Amerikaanse en Engelse strijdkrachten te vechten. Hier kreeg Bär de beschikking over een ander toestel: de zeer moeilijk bestuurbare Focke-Wulf Fw 190. Van alle Duitse Focke Wulf-piloten was Bär de meest succesvolle. Hij schoot met zijn FW 190 ruim 113 toestellen neer. In november 1944 werd Bär gevraagd om te gaan vliegen met de Messerschmitt Me 262, de nieuwe experimentele straaljager van de Luftwaffe. Met dit nieuwe vliegtuig zou Bär in de laatste maanden van de oorlog nog 16 toestellen neerhalen. In totaal heeft hij 220 toestellen neergehaald en hij staat daarmee op nummer 8 van de beste piloten van de Luftwaffe in de Tweede Wereldoorlog.

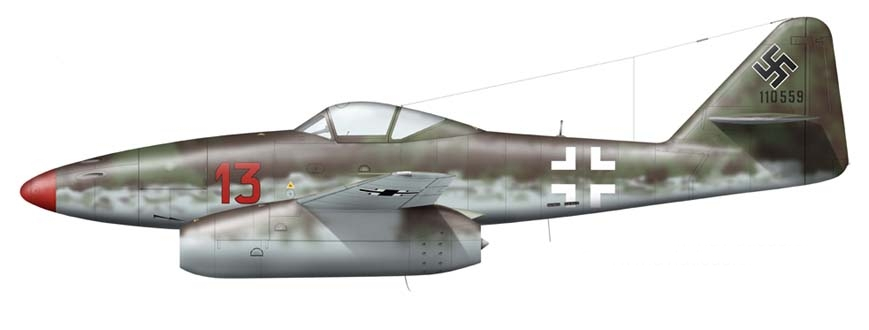
Messerschmitt Me 262 A-1a - EJG 2 - Major Heinz Bär

Na de oorlog werd Bär vanwege zijn ervaring door de Amerikanen gevraagd om met nieuwe straaljagers te gaan experimenteren. Dit was een opvallende keuze, omdat Bär tijdens de oorlog vooral Amerikaanse toestellen had neergehaald. Hij testte onder andere de beroemde Phantom-straaljager.
In 1957 verongelukte hij bij het testen van een Braunschweig LF-1 Zaunkönig toen het toestel in een tolvlucht terecht kwam en daaruit niet kon herstellen.

## Militaire loopbaan
- Freiwillig: 1933
- Soldat: 1935[2]
- Unteroffizier: 1937[2]
- Feldwebel: 1940[2]
- Leutnant der Reserve: 1 augustus 1940[3]
- Oberleutnant: 1 augustus 1941[3]
- Hauptmann der Reserve: september/oktober 1941[3]
- Major: 1 maart 1943[3]
- Oberstleutnant: 1 januari 1945[2][3]

## Decoraties
- Ridderkruis op 2 juli 1941 als pilot en Oberleutnant: in de 1./JG 51 na 27 luchtoverwinningen[3][4][5][6][2]
- Ridderkruis van het IJzeren Kruis met Eikenloof (nr.31) op 14 augustus 1941 als pilot en Oberleutnant: in de 1./JG 51 na 60 luchtoverwinningen[2][3][5][6][7]
- Ridderkruis van het IJzeren Kruis met Eikenloof en Zwaarden (nr.7) op 16 februari 1942 als Hauptmann en Geschwaderführer van de 1./JG 51 na 90 luchtoverwinningen[2][3][6][8][9]
- IJzeren Kruis 1939, 1e Klasse (6 juli 1940) en 2e Klasse (29 september 1939)[6][10]
- Gewondeninsigne 1939 in zilver[3][6] en zwart op 26 november 1941[11]
- Duitse Kruis in goud op 27 mei 1942 als Hauptmann in de I./JG 77[3][6][12]
- Ehrenpokal für besondere Leistung im Luftkrieg op 1 juni 1942[3][6]
- Gesp voor Gevechtsvluchten aan het Front voor jachtvliegers in goud met getal "1000" op 25 mei 1942[6][13]
- Gezamenlijke Piloot-Observatiebadge in Goud met Diamanten[6]
- Flugzeugführer- und Beobachterabzeichen[13]
- Medaille Winterschlacht im Osten 1941/42 op 23 augustus 1943[14]
- Mouwband Afrika[6][13]
- Hij werd tweemaal genoemd in het Wehrmachtsbericht. Dat gebeurde op:
- 12 mei 1942[6]
- 20 mei 1942[6]

- Gemeinsame Normdatei: 137485212
- International Standard Name Identifier: 0000 0000 7376 1207
- Library of Congress Control Number: no2010010749
- Nationale Bibliotheek van Tsjechië: jx20070319002
- Virtual International Authority File: 81669741
- WorldCat: E39PBJtRQ7ymb6b6YMvpf886Kd